# Timema monikensis
Timema monikensis är en insektsart som beskrevs av Joyce Winifred Vickery och German Giovanny Sandoval González 1998. Timema monikensis ingår i släktet Timema och familjen Timematidae. Inga underarter finns listade i Catalogue of Life.